# رأسا على عقب
رأسا على عقب (بالفرنسية: Sans dessus dessous)‏، (بالإنجليزية: The Purchase of the North Pole)‏ هي رواية من تأليف الروائي جول فيرن صدرت عام 1889.